# Federação das Indústrias do Estado de Alagoas
A Federação das Indústrias do Estado de Alagoas (FIEA) é a principal entidade de representação das indústrias do estado de Alagoas. Sedia-se em Maceió.
O Sistema FIEA é composto pelas entidades do SESI, SENAI, IEL e sindicatos patronais da indústria de Alagoas.
Seu presidente desde 1999 é José Carlos Lyra de Andrade.
A entidade é uma das organizadoras do Prêmio Competitividade Alagoana.